# Zandueta
Zandueta es un caserío español del municipio de Arce, perteneciente a la Comunidad Foral de Navarra.

## Historia
Hacia mediados del siglo XIX, el lugar, ya por entonces perteneciente a Arce, tenía contabilizada una población de veinte habitantes. Aparece descrito en el decimosexto y último volumen del Diccionario geográfico-estadístico-histórico de España y sus posesiones de Ultramar de Pascual Madoz con las siguientes palabras:

ZUNDUETA: l. del ayunt. y valle de Arce, en la prov. y c. g. de Navarra, part. jud. de Aoiz (2 leg.), aud. terr. y dióc. de Pamplona (6). sit. al pie de una cord.; clima frio; reinan los vientos N. y S. y se padecen inflamaciones y catarros. Tiene 5 casas; igl. parr. (San Vicente) servida por un abad; cementerio contiguo á la misma: los hab. se surten para sus usos domésticos de las aguas del r. Arrobi y de varias fuentes. El térm. confina N. Imizcos; E. Lacabe; S. Nagore, y O. Espoz; hay en él canteras de piedra caliza. El terreno es escabroso y poco fértil; le baña por S, el citado r. caminos: uno que conduce á Francia y de travesia á los pueblos inmediatos, en mal estado: el correo se recibe de Aoiz. prod.: trigo, cebada, avena, maiz, patatas y legumbres; cria de ganado vacuno, mular, lanar y de cerda; caza de perdices y liebres; pesca de truchas y anguilas. pobl.: 5 vec., 20 alm. riqueza: con el valle (V.).
(Madoz, 1850, p. 503)

En 2023, la entidad singular de población tenía empadronados 5 habitantes.